# 邯鄲中学生殺人事件
邯鄲中学生殺人事件（かんたんちゅうがくせいさつじんじけん、別名: 中学生いじめ殺人事件、中学生殺人屍体埋葬事件）は2024年3月10日に発生した殺人・死体遺棄事件。中華人民共和国河北省邯鄲市肥郷区在住の3人の未成年者が、当時13歳の少年を殺害したと疑われている。3人の容疑者は被害者とほぼ同年齢で、中学校のクラスメイトであった。うち一人は学校で被害者と隣席であった。関係者によると、加害者の3人は学校で長期的に被害者に対していじめを行なっていたという。2024年3月10日午後1時ごろ、被害者は「同級生と遊びに行く」と言って外出したまま行方不明になった。3月10日夜、家族が警察に通報。3月11日、被害者の遺体は農業用ビニールハウスの中で発見された。3月13日、邯鄲警察は3人の張兆龍、馬亜崎、李程を故意殺人罪によって逮捕した。邯鄲警察の捜査において、この事件は計画的殺人事件と認定されている。遺体が遺棄された穴の現場検証によると、この穴は容疑者が本件発生前の3月9日に、被害者の遺体を埋めるために掘ったものと見られる。。2024年4月8日、河北省人民検察院の通告によって、中華人民共和国最高人民検察院が『中華人民共和国刑法』によって、3人の未成年容疑者の刑事責任を問われることを批准した。
この事件は中国のSNSで物議を醸し、さらに留守児童、学校でのいじめ、未成年者犯罪と『中華人民共和国未成年人保護法』（中国語版）及び『中華人民共和国刑法』の刑事責任認定年齢に関する議論を巻き起こした。

## 事件の経緯

### 3月10日
被害者の叔母によると、3月10日午後1時、被害者は家族に「同級生と遊びに行く」と伝えて外出した。しかし当日午後4時ごろ、家族は被害者に電話をかけても通じないのに気付き、午後5時から被害者の行方を探し始めたという。被害者の家族はまず張兆龍に連絡したところ、張兆龍は「（当日は被害者と）会っていない」と述べた。なお、張兆龍はその後証言を変えて「（当日、被害者と）一緒に他の人の家に遊びに行ったが、被害者は『チビ』と一緒に別の場所に行った」としている。被害者を見つけることのできなかった家族は、3月10日夜10時に警察に通報した。警察が付近の監視カメラの映像を確認したところ、被害者は当日午後3時ごろ、3人の容疑者と一緒にいたことが判明した。また、被害者がAの電動バイクの後部座席に乗っていたことも確認された。

### 3月11日
3月11日未明、被害者の父親は、被害者のWeChatアカウントにログインし、被害者がWeChat送金を行っていることを発見した。 この情報を警察に伝えた後、警察は再び容疑者を取り調べた。 同日、邯鄲赤十字青空救助隊は公開捜索通知を出し、「3月10日午後1時、被害者は同級生と遊びに行った後、同年代の少年一名により連れ去られた」と公表した。警察の尋問中、監視カメラの映像や送金記録といった証拠を提示された容疑者の一人は、以前の証言を覆して容疑を認め、犯行の一部始終を明らかにし、被害者の遺体を埋めた場所も供述した。 その後、被害者の家族は、肥郷区公安局から「故意殺人」を案件原因とする案件登録通知書を受け取った。遺棄地点を知った警察は同日、肥郷区の北営村南部にある廃棄された農業用ビニールハウスで被害者の遺体を掘り起こした。遺体の身元確認には被害者の叔父も参加した。

### 3月13日
邯鄲警察は「故意殺人罪」の罪名で3人の容疑者を刑事拘留した。3人の容疑者は全員12歳以上14歳未満であった。河北省公安庁、邯鄲市公安局は事件の捜査を指揮する専門人員を肥郷区に派遣した。

### 3月18日
この日の未明、被害者の遺体の検死が行われた。検死の過程には被害者の父と弁護士も立ち会った。邯鄲警察が該事件を「計画的殺人事件」と認めた。

## 犯罪の過程
以下の内容は、警察の調査及び被害者の家族が提供した情報をまとめたものである：
3人の容疑者はまず、被害者の携帯電話を使用し、WeChat Payの残高191元（およそ4,080円）を、うち一人のアカウントに送金した。その後、一人が家からシャベルを持ってきて、他の二人と共に被害者を殴り、致命傷を負わせた。この時点で被害者は生存していたが、容疑者らは被害者を廃棄されたビニールハウスの中に掘った穴に生き埋めにし、被害者のスマホを付近の沼に投げ捨て証拠を隠滅した。

## 事件の争議と要点
- 容疑者の一貫しない証言：容疑者である張兆龍は当初、事件当日の3月10日には被害者に会っていないと証言していた。さらに被害者の家族と会見するときに、何事もなかったかのように被害者の家族を無視してゲームをプレイしていた。監視カメラの証拠が現れたあと、「被害者は『チビ』と共に去った」という偽情報を捏造し、警察の調査を故意に攪乱した。10日の審問で、3人の容疑者も実情の告白を拒否して張兆龍の偽証言は実情と合意した。
- 容疑者の家族が調査協力を拒否：10日夜、警察が監視カメラのビデオ内容によって容疑者である張兆龍の自宅へ調査協力を要求するとき、容疑者の家族は「子供を驚かせる恐れがある」を理由としてその要請を拒絶した。地元の村支書（中国共産党の村支部書記）が容疑者の自宅を訪問して調停した後、警察は容疑者を尋問することができた。
- この3人容疑者以外の、特に大人の共犯が存在する可能性：被害者の遺体が埋められた場所を調査して、被害者側の弁護士は「3人の未成年者が（被害者の遺体が埋められた場所のような）硬化した土地にこんな（推定深さ1メートルの）穴を掘れることが不可能だ」ので、3人以上の容疑者がいたと考えた。
  - 該地点付近に住んでいる住民が同じ地点に行った実験によって、一人の丈夫な成年男性が6時間休みなく掘り続けてやっと深さほぼ1メートル（未満）の穴を掘ることができた。そのゆえ、この住人は未成年3人が3時間以内に穴を掘って遺体を埋めることは不可能であると考えた。
  - 警察の調査によって、遺体を埋めた穴の深さは推定の1メートルではなく、0.56メートルしかないので、複数の加害者がいた可能性を排除した。さらに詳しい調査を行ったのち、警察は容疑者らが穴を2回掘ったと認めた（事前の9日及び事件発生当日）。

## 容疑者への求刑
『中華人民共和国刑法』（第十一修正案）には、「12以上14歳未満の者が、故意の殺人または故意の傷害を犯し、人を死亡させた場合、または特に残忍な手段で重傷を与えて重度の障害を負わせた場合、事態が深刻であれば、最高人民検察院が起訴を決定し、刑事責任を負うことになる」とある。しかし、未成年犯罪者に対する最も厳しい刑罰は無期懲役であり、死刑を求刑することはできない。
これについて北京師範大学法学院教授の蘇明月は「かりに最高検が不起訴を決定した場合、この事件が裁判所で刑事的に処理されることはなく、容疑者らは『中華人民共和国予防未成年人犯罪法』に基づいて矯正施設に送られることになる」と補足している。

## 司法的過程
2024年3月21日、邯鄲市肥郷区公安局は検察機関に3人の容疑者の起訴を要請した。4月8日、河北省人民検察院は声明を発表し、3人の容疑者の起訴の承認を最高人民検察院に報告した。最高人民検察院は審査の後、3人の容疑者の起訴を決定した。

## 事件の反応
最高検党組書記・検査長の応勇は、「未成年者犯罪の予防と対処を重視する必要があり、未成年者が犯した故意殺人又は故意傷害に対しても、訴訟条件を満たす場合は、法的な刑事責任が問われるべきである」と強調した。
雲南省、四川省、貴州省など、「留守児童」の多い省では、未成年者に対する犯罪の取り締まりと救済に関する会議が開かれた。参加者は「ゼロ・トレランス」の姿勢で未成年に対する犯罪を取り締まる必要があるとした。